# 루가이시

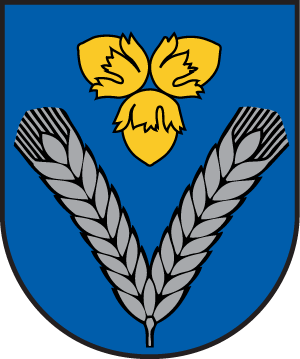
시 문장

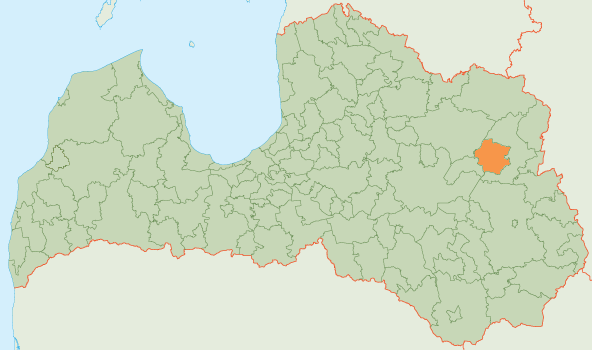
루가이 시의 위치

루가이시(라트비아어: Rugāju novads)는 라트비아의 지방 자치체로 행정 중심지는 루가이이며 면적은 512km2, 인구는 2,679명(2009년 기준), 인구 밀도는 5.2명/km2이다. 2개 교구를 관할한다.